# Parc del Castell de l'Oreneta
El parc del Castell de l'Oreneta és un parc públic situat al vessant marítim de la serralada de Collserola, al districte de Sarrià-Sant Gervasi de Barcelona.

## Història
Antigament hi havia en aquest indret el Castell de l'Oreneta, que fou destruït durant la Guerra Civil, i del que queden algunes restes. També hi havia la masia de Can Bonavista. Ambdues finques van ser adquirides per la Creu Roja, que planejava construir un hospital, però finalment no es va dur a terme i els terrenys, un total de 17 hectàrees, van ser comprats el 1978 per l'Ajuntament de Barcelona. El 1993, el parc va ser restaurat per l'arquitecta i paisatgista Patrizia Falcone.

## Descripció

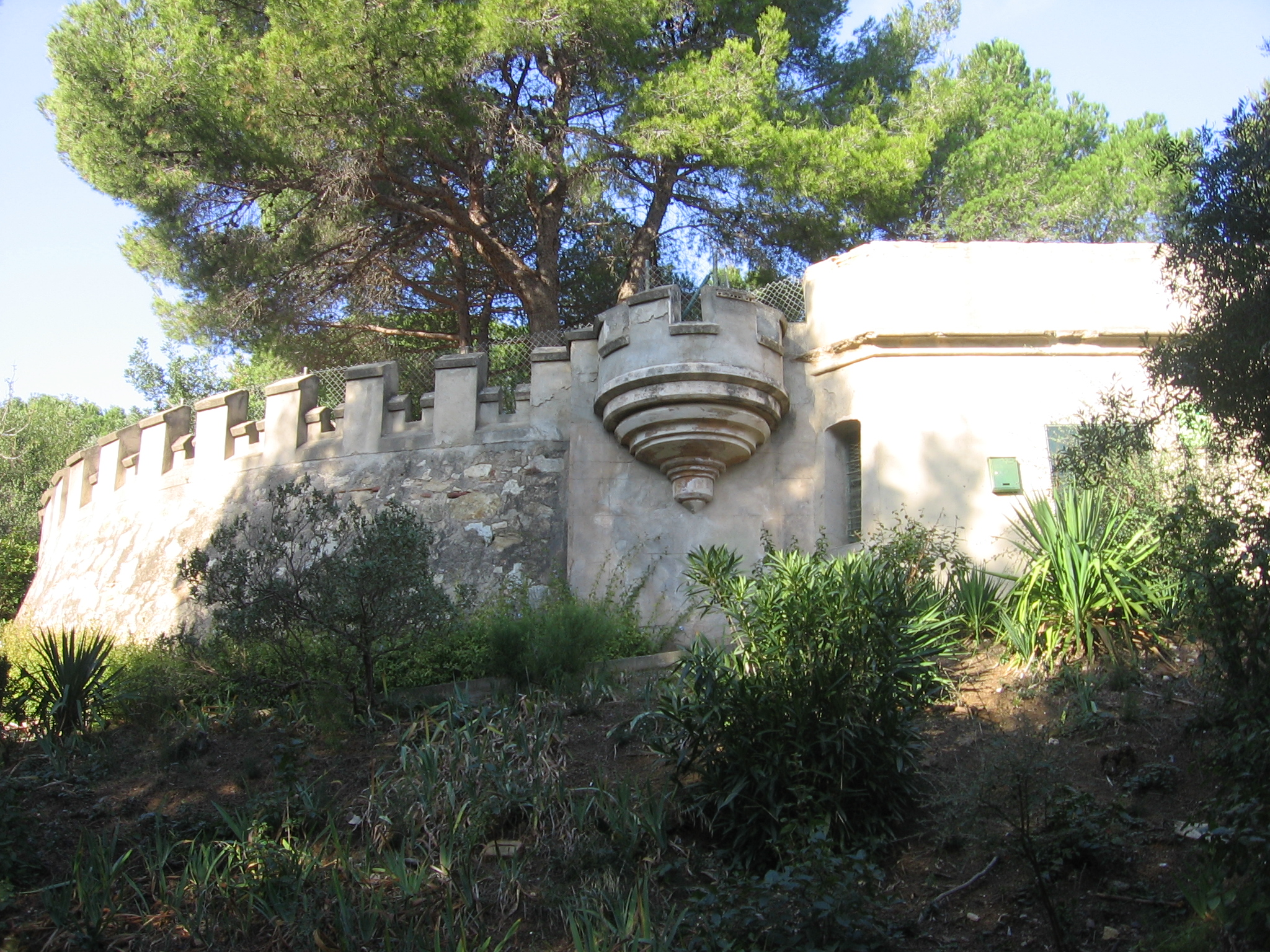
Ruïnes del castell

El parc es troba als estreps de la serra de Collserola, per la qual cosa en la seva major part es tracta d'un parc forestal, on abunden els pins, les alzines i els garrofers, a més de zones de sotabosc, principalment de ginesta i arboç. Alguns dels seus arbres són centenaris, com un eucaliptus que hi ha poc després d'entrar pel carrer de Gaspar Cassadó, que forma part del Catàleg d'arbres d'interès local de Barcelona. Ascendint pels camins, hi ha diverses terrasses i miradors, fins a arribar a la zona alta, on hi ha zones de jocs infantils, una pista per ponis i un circuit de trens en miniatura.

### Tren de l'Oreneta

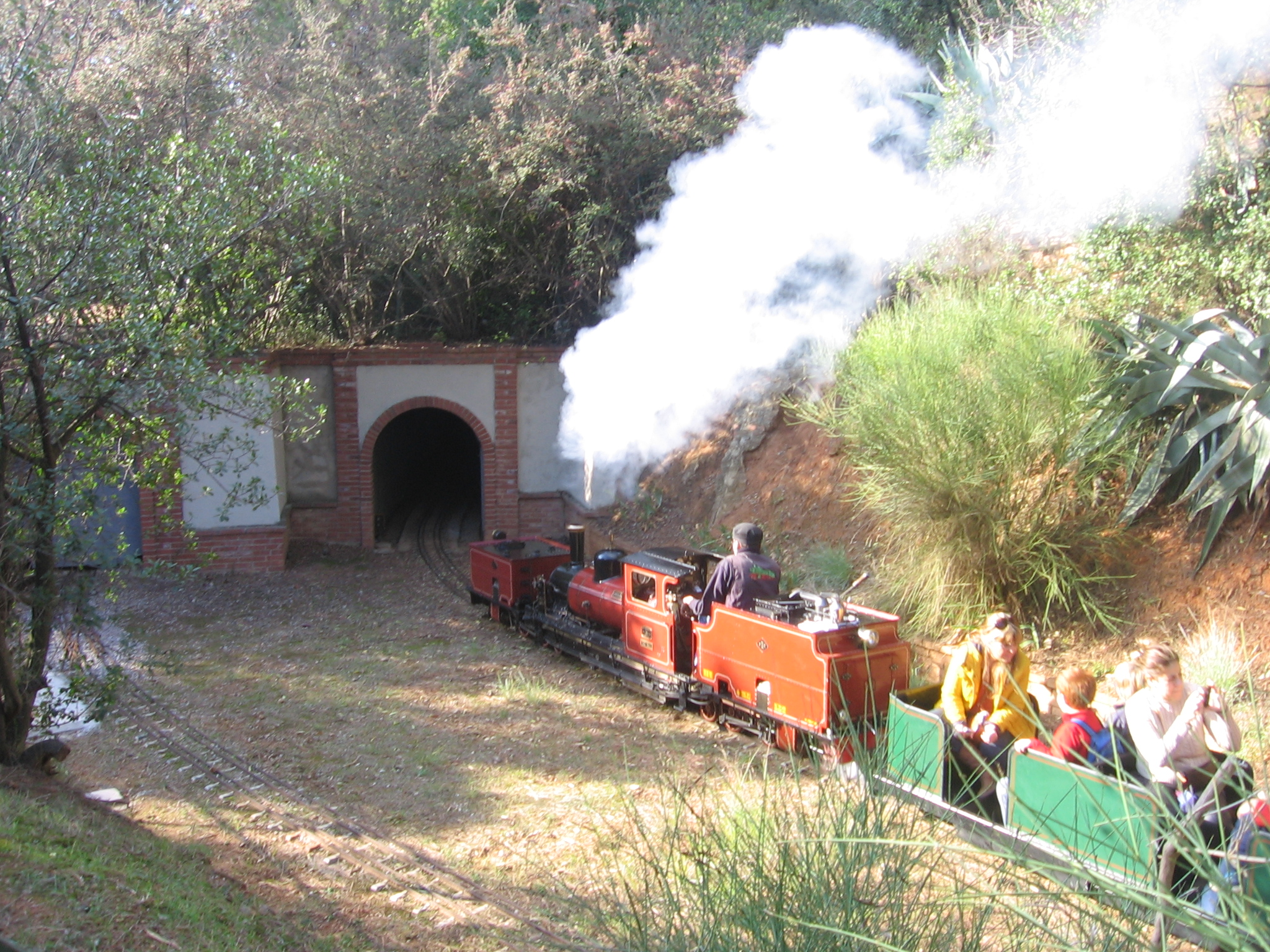
Tren de l'Oreneta

Inaugurat el 1981 per un grup d'aficionats al ferrocarril, i gestionat pel Centre d'Estudis Modelisme Vapor de Barcelona, és un circuit de 636 m, amb sis màquines de via gran de 10 polzades, tres de via mitjana de s7 polzades, i també n'hi ha de via petita de c5 polzades. Les màquines són de vapor, elèctriques i de dièsel i estan fetes artesanalment, reproduint a escala models de trens reals. Una d'elles és la reproducció d'una locomotora Orestein & Copeld de vapor, com la que anava de Guardiola de Berguedà a Castellar de n'Hug. El recorregut travessa tres túnels, dos ponts i un viaducte metàl·lic.
Encara que els trens només funcionen els diumenges, atreuen una gran quantitat de públic, i són de fet l'element més característic del parc. També hi ha àrees de pícnic i taules de ping-pong.